# Azjatyckie tygrysy

Cztery azjatyckie tygrysy

Azjatyckie tygrysy – pierwotnie popularna nazwa czterech wschodnioazjatyckich państw − Korei Południowej, Tajwanu, Singapuru i Hongkongu − których wspólną cechą był szybki wzrost PKB (rzędu od kilku do kilkunastu procent rocznie) w latach 1960−1995. Później termin ten został poszerzony o kolejne wschodnioazjatyckie kraje (Malezja, Tajlandia, Chiny, Filipiny i Indonezja), które weszły na podobną ścieżkę rozwoju pod koniec lat 80. i na początku lat 90. XX w.
Istnieje wiele rozbieżnych teorii ekonomicznych tłumaczących sukces ekonomiczny azjatyckich tygrysów. Najczęściej uważa się jednak, że głównymi czynnikami ich sukcesu były:
- niskie podatki i minimalne wydatki socjalne,
- wysoki etos pracy, początkowo niskie płace i małe wymagania bytowe ludności,
- startowanie z bardzo niskiego pułapu poziomu życia,
- położenie geopolityczne umożliwiające łatwy dostęp do rynków zbytów krajów rozwiniętych,
- szybkie postępy w edukacji,
- wysoka stopa oszczędności i inwestycji,
- otwarcie na kapitał inwestycyjny przy jednoczesnej ochronie własnego rynku wewnętrznego[1].

Gospodarki azjatyckich tygrysów (oprócz Chin) przeżyły silne spowolnienie wzrostu i w paru przypadkach nawet załamanie w latach 1996–2000. Szczególnie zły był przełom roku 1997 i 1998, kiedy to wybuchł tzw. azjatycki kryzys finansowy. Tajlandia, Indonezja, Malezja i Korea Południowa odnotowały w 1998 r. znaczny spadek PKB (od 7 do nawet 13%). Najczęściej było to spowodowane przegrzaniem koniunktury, niedostosowaniem się do trendów gospodarki światowej, wzrostem wewnętrznych nacisków płacowych, konkurencją taniej chińskiej siły roboczej i w paru przypadkach błędnymi decyzjami makroekonomicznymi skutkującymi załamaniem się lokalnych rynków finansowych i gwałtownym wzrostem inflacji. Od 2000 r. gospodarki te stopniowo zaczęły wychodzić z kryzysu wracając na ścieżkę rozwoju, choć już nie tak szybkiego jak w latach 70. i 80. XX w.